# Dvinia
Dvinia is een geslacht van uitgestorven synapsiden en de oudst bekende vertegenwoordiger van de Cynodontia uit de orde Therapsida. Het geslacht omvat slechts één soort, D. prima, wat de enige soort behorend tot de familie Dviniidae is. Dit dier leefde in het Laat-Perm in Noord-Europa. Dvinia prima was een omnivoor met het formaat van een hond.  
Fossielen van Dvinia prima dateren van 260 miljoen jaar geleden en zijn gevonden in het noorden van Rusland bij de Dvina-rivier nabij Archangelsk. Het dier is naar de rivier genoemd. In hetzelfde gebied zijn ook de resten gevonden van enigszins verwante Inostrancevia alexandri en Dicynodon trautscholdi en de grote planteneter Scutosaurus karpinski.
Het holotype is PIN 2005/2465, een snuit gevonden bij Sokolki in een laag van de Salarevoformatie. Permocynodon sushkini Woodward 1932, gevonden in dezelfde locatie, is vermoedelijk een jonger synoniem.
Wladimir Prochorowitsj Amalitzkii groef tussen 1899 en 1914 fossielen op aan de Dwina. In 1922 werd het manuscript waarin hij deze beschreef en benoemde, gepubliceerd door A.P. Karpinskii. Een van de taxa was Dvinia prima, de eerste cynodontiër die uit Rusland beschreven werd. Het geslacht Permocynodon, gebaseerd op de schedel PIN 2005/2469, werd in 1928 benoemd, in 1932 van de soort Permocynodon sushkini voorzien en in 1940 begrepen identiek te zijn aan Dvinia.

## Beschrijving
Dvinia heeft een korte smalle snuit, ingesnoerd achter de neusgaten. De schedel is verbreed ter hoogte van de oogkassen en verbreedt zich verder naar achteren nog aanzienlijk zodat de bol gekromde jukbeenbogen wijd uiteen staan. Het grote slaapvenster steekt naar voren tot het midden van de oogkassen. De grote oogkassen zijn zo schuin naar voren gericht zodat hun gezichtsvelden sterk overlapt moeten hebben wat het dier een goed dieptezicht verschafte. De uitbreiding naar voren van het slaapvenster verkort het voorhoofdsbeen dat maar een derde heeft van de lengte van het neusbeen. In zijaanzicht is de snuit sterk hol gekromd zodat het voorhoofdsbeen haast aapachtig gewelfd is. Dit duidt echter niet op een grote hersenpan want die is zeer smal. Het voorste deel van de snuit, gevormd door de praemaxillae, staat een stuk hoger dan de hoektanden, heeft een hiaat met het bovenkaaksbeen en is wat afhangend. In het hiaat, dat een hoog doorlopende holte vormt, past de hoektand van de onderkaak. De binnenwand van de holte wordt vooraan gevormd door een aparte beenplaat die intern naar boven doorloopt tot de beennaad tussen de neusbeenderen. Deze structuur is een autapomorfie van Dvinia, een uniek kenmerk. In de praemaxillae staan vermoedelijk zeven en minstens zes tanden per zijde in een U-vormige boog. Vóór de hoektand staat nog een kleine eerste maxillaire tand. De hoektand is groot en krachtig. Erachter staan nog elf postcanine tanden. Die zien eruit als kiezen met een holte in het midden van het slijtvlak, omringd door een tiental kleine knobbeltjes. De achterste tanden van de onderkaak hebben een gelijkende vorm alleen omvat de cirkel daar wel tot zestien knobbeltjes. Daaruit werd afgeleid dat Dvinia een omnivoor was die zich voedde met vruchtgewassen en geleedpotigen. De vorm van de onderkaak stond voornamelijk een verticale beweging toe, dus het voedsel werd niet echt malend gekauwd doch slechts geplet. 